# Tupolev Tu-114
Tupolev Tu-114 Rossiya (Tyполев Тy-114 Poccия) (NATO: Cleat) este un avion de pasageri cu motoare turbopropulsor lung-curier produs în Uniunea Sovietică. Este varianta civilă a bombardierului Tupolev Tu-95.